# 닥터 후 시즌 1 (1963년)
영국의 SF 드라마 《닥터 후》의 시즌 1(Season 1, 올드 시즌 1)은 1963년~1964년 BBC TV에서 방송된 드라마 첫번째 정규 시즌이다. 1963년 11월 23일 〈An Unearthly Child〉로 시작해서 1964년 9월 12일 〈The Reign of Terror〉를 끝으로 마무리되었다. BBC TV 드라마국장 시드니 뉴먼이 토요일 저녁시간대를 채우고, 앞뒤 편성 프로그램의 시청자층인 젊은층과 노년층을 모두 사로잡기 위한 기획의도로 제작하였다. 드라마의 기틀은 시드니 뉴먼 본인이 맡았으며, 스토리 담당자는 도널드 윌슨이, 작가는 C.E. 웨버, 프로듀서는 렉스 터커가 각각 맡았다. 제작총괄은 BBC 최초의 여성 프로듀서 베리티 램버트와 스토리 편집자 데이비드 휘태커가 담당하였으며 두 사람 모두 각본과 스토리를 지휘하였다.
시즌 1에서는 영국 경찰 박스로 위장한 타임머신 타디스를 타고 시공간을 여행하는 외계인 닥터의 초대 모습 (윌리엄 하트넬 분)이 처음 등장한다. 닥터와 함께 시간여행에 나서는 동행자로 손녀 수전 포어맨 (캐럴 앤 포드 분)과 이언 체스터턴 (윌리엄 러셀 분), 바버라 라이트 (재클린 힐 분)도 함께 소개된다. 닥터와 세 동행자들은 시즌 내내 과거와 미래를 여행한다. 과거를 무대로 한 스토리는 아즈텍 문명이나 프랑스 혁명처럼 역사의 주요 사건을 시청자에게 알리기 위한 교양 목적으로 기획되었다. 반대로 미래를 무대로 한 스토리는 교육이라는 면에 있어 좀 더 미묘한 접근방식을 취하였는데 이를테면 평화주의라는 소재를 고민해보게 하는 달렉 종족 에피소드가 그러하였다.
시즌 1의 스토리 (시리얼) 수는 총 8편에 달하며, 각본에는 데이비드 휘태커, 앤서니 코번, 테리 네이션, 존 루카로티, 피터 R. 뉴먼, 데니스 스푸너 등 총 6명의 작가가 참여하였다. 여기에 C.E. 웨버가 제1편의 공동각본을 맡았다. 각본 집필에 있어 스토리 유형을 과거의 역사, 미래의 기술, 대체된 현재라는 세가지 부류로 나눠 구상하였다. 과거 역사를 다루는 에피소드는 코번, 루카로티, 스푸너가 집필하였고, 네이션과 뉴먼은 미래를 다루는 에피소드를, 휘태커는 오로지 타디스 내에서만 벌어지는 이야기로 진행되는 '땜질'용 에피소드를 맡았다. 감독의 경우 워리스 후세인, 존 고리, 존 크로켓, 헨릭 허시, 리처드 마틴, 크리스토퍼 배리, 프랭크 콕스가 참여하였으며, 이들은 전부 신인 내지는 후배 감독이었으나, 〈The Sensorites〉의 첫 4화 분량은 선배 감독인 머빈 핀필드가 맡았다. 촬영 작업은 1963년 9월에 시작되어 약 9개월 동안 진행되었으며, 추가로 라임그로브 스튜디오나 BBC 텔레비전 센터에서 후시녹음이 이루어졌다.
1963년 11월 첫 화 방송 당시, 그 전날 발생한 존 F. 케네디 암살 사건의 영향으로 시청자수 기록은 총 440만 명에 그쳤다. 그 다음주에는 첫화를 재방송하였고, 달렉 종족이 등장한 두번째 편에서는 총 1,040만 명의 시청자수를 기록하며 인기를 끌어모았다. 시즌 1은 대체로 긍정적인 평가를 받았으며 각본과 연기 면에서 호평을 받았다. 그러나 후대의 평론가들은 수잔 포어맨의 성격 묘사가 평면적이고 늘상 붙잡힌 소녀 캐릭터로 묘사된다는 점을 지적하며, 이는 배우 캐럴 앤 포드도 종종 제기했던 비판점이다. 한편 닥터후는 1967년~1972년경 BBC의 아카이브 정책으로 수많은 방영분이 파기되었으며, 시즌 1에서는 총 42화 가운데 33화만이 보존된 상태다. 스토리별로 구분하면 〈Marco Polo〉 편의 총 7화와 〈The Reign of Terror〉의 총 2화가 전부 소실되었다. 그럼에도 불구하고 살아남은 방영분은 여러 비디오, DVD 매체로 출시되는 동시에 소설화도 이루어졌다.

## 방영 목록
| 1 | 1 | 〈An Unearthly Child〉      | "An Unearthly Child"          | 워리스 후세인   | 앤서니 코번, C. E. 웨버(미표기) | 1963년 11월 23일 | A | 4.4  | 63 |
| 1 | 1 | 〈An Unearthly Child〉      | "The Cave of Skulls"          | 워리스 후세인   | 앤서니 코번                     | 1963년 11월 30일 | A | 5.9  | 59 |
| 1 | 1 | 〈An Unearthly Child〉      | "The Forest of Fear"          | 워리스 후세인   | 앤서니 코번                     | 1963년 12월 7일  | A | 6.9  | 56 |
| 1 | 1 | 〈An Unearthly Child〉      | "The Firemaker"               | 워리스 후세인   | 앤서니 코번                     | 1963년 12월 14일 | A | 6.4  | 55 |
| 학교 선생 이안 체스터턴과 바버라 라이트가 수전 포어맨이라는 제자의 별난 행동에 걱정을 하고, 가정환경이 어떤지 집주소를 찾아간다. 그곳은 다름아닌 고물상으로 경찰 박스 안에서 수전의 목소리가 들리기 시작한다. 그때 나타난 수상한 노인은 안으로 들어가봐야겠다는 두 선생을 뿌리치려 한다. 두 사람이 박스 안으로 들어간 순간, 훨씬 더 큰 내부 공간이 펼쳐진다. 수전은 이 박스가 사실 타디스라는 시공간 이동장치이며, 노인은 자신의 할아버지로 이름이 '닥터'라 소개한다. 다시 밖으로 나가려는 두 사람에게 닥터는 한번 들어온 이상 멋대로 내보낼 수 없다며 타디스를 출발시켜 석기 시대로 넘어간다. 타디스에서 나왔다가 성냥불을 킨 닥터는 그것을 알아챈 원시인 '칼'에게 붙잡혀 부족민들에게 끌려가고, 나머지 세 사람도 닥터를 찾아 나섰다가 함께 잡혀 동굴에 갇히게 된다. 칼은 불을 피우지 않으면 죽일 것이라고 위협한다. 이언이 불을 피우려 애쓰는 동안 칼은 동굴에게 들어가 부족장 '자'를 살해하려다가 오히려 죽음을 맞이한다. 이언은 자에게 불타는 횃불을 건네고, 자는 이를 부족에게 보여주며 족장으로서 민심을 회복한다. 네 사람은 타디스로 도망쳐 시공간을 다시 건너와 고요한 미지의 숲에 도착한다. |   |                             |                               |                 |                                 |                  |   |      |    |
| 2 | 2 | 〈The Daleks〉              | "The Dead Planet"             | 크리스토퍼 배리 | 테리 네이션                     | 1963년 12월 21일 | B | 6.9  | 59 |
| 2 | 2 | 〈The Daleks〉              | "The Survivors"               | 크리스토퍼 배리 | 테리 네이션                     | 1963년 12월 28일 | B | 6.4  | 58 |
| 2 | 2 | 〈The Daleks〉              | "The Escape"                  | 리처드 마틴     | 테리 네이션                     | 1964년 1월 4일   | B | 8.9  | 63 |
| 2 | 2 | 〈The Daleks〉              | "The Ambush"                  | 크리스토퍼 배리 | 테리 네이션                     | 1964년 1월 11일  | B | 9.9  | 63 |
| 2 | 2 | 〈The Daleks〉              | "The Expedition"              | 크리스토퍼 배리 | 테리 네이션                     | 1964년 1월 18일  | B | 9.9  | 63 |
| 2 | 2 | 〈The Daleks〉              | "The Ordeal"                  | 리처드 마틴     | 테리 네이션                     | 1964년 1월 25일  | B | 10.4 | 63 |
| 2 | 2 | 〈The Daleks〉              | "The Rescue"                  | 리처드 마틴     | 테리 네이션                     | 1964년 2월 1일   | B | 10.4 | 65 |
| 스카로 행성의 석화되어버린 정글 숲에 도착한 타디스. 닥터 일행은 먼발치에 보이는 문명화된 도시를 향해 나아가기로 한다. 그러나 바바라는 보이지 않는 생명체의 위협을 받으며 일행과 갈라지게 된다. 머지않아 닥터 일행은 달렉 종족에게 붙잡히고, 달렉들이 평화의 종족인 '탈족'과 전쟁 중에 있다는 사실을 알게 된다. 수전은 양측의 평화를 위한 중재에 나서고, 식량 교환을 위한 교섭을 성공시키지만 그 현장에서 달렉은 탈족을 배신하고 발포해 버린다. 달렉들은 생존을 위해 방사능 물질이 필요하다는 결론에 도달, 더 많은 방사능을 대기중에 투하하기로 결정한다. 닥터 일행은 달렉으로부터 탈족을 구하기 위해 설득에 나서고, 탈족들을 이끌고 달렉을 상대로 공격에 나서 성공을 거둔다. 결국 달렉 측에 전력공급이 끊어지면서 파멸을 맞이한다. 닥터 일행은 스카로를 떠나지만 비행중이던 타디스의 폭발로 정신을 잃는다. |   |                             |                               |                 |                                 |                  |   |      |    |
| 3 | 3 | 〈The Edge of Destruction〉 | "The Edge of Destruction"     | 리처드 마틴     | 데이비드 휘태커                 | 1964년 2월 8일   | C | 10.4 | 61 |
| 3 | 3 | 〈The Edge of Destruction〉 | "The Brink of Disaster"       | 프랭크 콕스     | 데이비드 휘태커                 | 1964년 2월 15일  | C | 9.9  | 60 |
| 닥터는 타디스의 내비게이션 회로를 수리하려다 작은 폭발을 일으킨다. 닥터와 바버라, 이언, 수전 순간적으로 의식을 잃고 깨어난다. 이언과 수전은 일시적인 기억상실증에 걸리고 모두가 서로에게 적대 행동을 보인다. 일련의 이상한 사건들은 타디스가 스스로 탑승객들에게 잘못된 상태에 놓였음을 경고하려는 시도임이 밝혀진다. 바버라가 수집한 단서로 닥터는 조속귀환 스위치의 스프링이 부러진 것이 원인임을 알아낸다. 이 스프링이 오작동하여 타디스가 시간의 시초로 귀환해 버렸고, 타디스가 파괴되기 전에 자체적인 경고 신호를 전달한 것이었다. 닥터가 스위치를 고치면서 모든 것이 정상으로 되돌아온다. |   |                             |                               |                 |                                 |                  |   |      |    |
| 4 | 4 | 〈Marco Polo〉              | "The Roof of the World"†      | 워리스 후세인   | 존 루카토티                     | 1964년 2월 22일  | D | 9.4  | 63 |
| 4 | 4 | 〈Marco Polo〉              | "The Singing Sands"†          | 워리스 후세인   | 존 루카토티                     | 1964년 2월 29일  | D | 9.4  | 62 |
| 4 | 4 | 〈Marco Polo〉              | "Five Hundred Eyes"†          | 워리스 후세인   | 존 루카토티                     | 1964년 3월 7일   | D | 9.4  | 62 |
| 4 | 4 | 〈Marco Polo〉              | "The Wall of Lies"†           | 존 크로켓       | 존 루카토티                     | 1964년 3월 14일  | D | 9.9  | 60 |
| 4 | 4 | 〈Marco Polo〉              | "Rider from Shang-Tu"†        | 워리스 후세인   | 존 루카토티                     | 1964년 3월 21일  | D | 9.4  | 59 |
| 4 | 4 | 〈Marco Polo〉              | "Mighty Kublai Khan"†         | 워리스 후세인   | 존 루카토티                     | 1964년 3월 28일  | D | 8.4  | 59 |
| 4 | 4 | 〈Marco Polo〉              | "Assassin at Peking"†         | 워리스 후세인   | 존 루카토티                     | 1964년 4월 4일   | D | 10.4 | 59 |
| 1289년 히말라야 산맥의 파미르 고원에 도착한 타디스. 타디스가 손상을 입어 당장 이동할 수 없는 상황에서 닥터 일행은 실크로드를 따라가던 마르코 폴로의 캐러밴에 붙잡혀 원나라 황제 쿠블라이 칸을 만나러 간다. 캐러밴이 파미르 고원과 위험한 고비 사막을 지나는 사이, 자객 '테가나'는 마르코 폴로 일행을 없애 버리고 원나라의 겨울수도 대도에서 황제를 암살하려는 음모를 갖고 있었다. 이를 알아챈 닥터 일행은 테가나의 계획을 저지하려 한다. 대도에 도착한 마르코 폴로는 황제의 환심을 되찾기 위해 타디스를 진상하고, 닥터 일행은 타디스를 되찾으려 한다. 수전은 '핑초'에게서 타디스 열쇠를 되찾지만 출발하기 전에 테가나에게 붙잡힌다. 닥터 일행의 기지로 황제 암살 계획이 실패하게 된 테가나는 스스로 목숨을 끊고, 황제의 환심을 되찾은 마르코 폴로는 닥터 일행에게 떠나도록 허가한다. |   |                             |                               |                 |                                 |                  |   |      |    |
| 5 | 5 | 〈The Keys of Marinus〉     | "The Sea of Death"            | 존 고리         | 테리 네이션                     | 1964년 4월 11일  | E | 9.9  | 62 |
| 5 | 5 | 〈The Keys of Marinus〉     | "The Velvet Web"              | 존 고리         | 테리 네이션                     | 1964년 4월 18일  | E | 9.4  | 60 |
| 5 | 5 | 〈The Keys of Marinus〉     | "The Screaming Jungle"        | 존 고리         | 테리 네이션                     | 1964년 4월 25일  | E | 9.9  | 61 |
| 5 | 5 | 〈The Keys of Marinus〉     | "The Snows of Terror"         | 존 고리         | 테리 네이션                     | 1964년 5월 2일   | E | 10.4 | 60 |
| 5 | 5 | 〈The Keys of Marinus〉     | "Sentence of Death"           | 존 고리         | 테리 네이션                     | 1964년 5월 9일   | E | 7.9  | 61 |
| 5 | 5 | 〈The Keys of Marinus〉     | "The Keys of Marinus"         | 존 고리         | 테리 네이션                     | 1964년 5월 16일  | E | 6.9  | 63 |
| 산성바다로 둘러싸인 유리섬에 도착한 닥터 일행은 마리누스의 열쇠 다섯 개를 찾아서 회수해야 할 처지에 놓있다. 각 열쇠는 섬 전역에 흩어져 있으며, '야르테크'와 '보르드'의 전사들에게 잘못 넘어가서는 안 된다. 도처에서 열쇠를 수집한 닥터 일행은 섬으로 돌아오지만 그곳의 주민들이 야르테크에게 포로로 잡혀 열쇠 네 개가 압수되고 만다. 닥터는 포로들을 풀어주고 보르드의 가면을 벗긴다. 이언은 소리치는 정글숲에서 찾아낸 가짜 열쇠를 야르테크에게 건네고, 야르테크가 그 열쇠를 '감정 장치'에 넣자 그 기계가 폭발하여 점령중이던 보르드와 함께 사망한다. 점점 커지는 불길이 고대의 탑을 휘감으려는 순간, 닥터와 수전, 이언, 바버라는 '알토스', '사베타'와 함께 그곳에서 탈출한다. |   |                             |                               |                 |                                 |                  |   |      |    |
| 6 | 6 | 〈The Aztecs〉              | "The Temple of Evil"          | 존 크로켓       | 존 루카토티                     | 1964년 5월 23일  | F | 7.4  | 62 |
| 6 | 6 | 〈The Aztecs〉              | "The Warriors of Death"       | 존 크로켓       | 존 루카토티                     | 1964년 5월 30일  | F | 7.4  | 62 |
| 6 | 6 | 〈The Aztecs〉              | "The Bride of Sacrifice"      | 존 크로켓       | 존 루카토티                     | 1964년 6월 6일   | F | 7.9  | 57 |
| 6 | 6 | 〈The Aztecs〉              | "The Day of Darkness"         | 존 크로켓       | 존 루카토티                     | 1964년 6월 13일  | F | 7.4  | 58 |
| 15세기 아스텍 제국에 도착한 닥터 일행. 타디스가 무덤 속에 갇힌 상태에서 바버라는 아스텍인들로부터 고대의 대제사 '예탁사'가 여인의 모습으로 환생하였다는 오해를 받고 그 모습대로 따르기로 한다. 새로운 권력을 얻게 된 바버라는 더 이상의 인명을 제사에 희생하지 않도록 하라는 명령을 내린다. 이언은 군대에 강제 입대하여 아스텍 군대를 지휘할 수 있는지 입증하기 위해 최강의 전사 '익스타'와 대결에 나선다. 한편 '카메카'라는 아스텍인은 닥터와 이언에게 비밀 입구를 알려주어 무덤으로 다시 들어갈 수 있게 돕는다. 비밀문을 거쳐 무덤 안으로 들어간 이언은 굴 속에서 익사할 뻔한 고비를 넘기고 나머지 일행에게 여기서 빠져나갈 수 있다고 알린다. 한편 바버라는 그간의 노력에도 아스텍의 문화를 바꿀 수 없다는 것을 깨닫고, '아우틀록'의 도움을 받으며 닥터 일행과 다시 만난다. 무덤의 문으로 향하던 닥터 일행 앞에 익스타와 아스텍 전사가 길을 가로막고, 이언은 일행들을 지키기 위해 익스타를 해치운다. 이어 자신들이 개입했더라도 역사는 예정대로 흘러간다는 사실을 알고 떠난다. 타디스를 출발시키는 사이 통치력을 되찾은 '틀로톡슬'은 자연발생하는 일식을 마무리하기 위해 완벽한 제물을 희생시킨다. |   |                             |                               |                 |                                 |                  |   |      |    |
| 7 | 7 | 〈The Sensorites〉          | "Strangers in Space"          | 머빈 핀필드     | 피터 R. 뉴먼                    | 1964년 6월 20일  | G | 7.9  | 59 |
| 7 | 7 | 〈The Sensorites〉          | "The Unwilling Warriors"      | 머빈 핀필드     | 피터 R. 뉴먼                    | 1964년 6월 27일  | G | 6.9  | 59 |
| 7 | 7 | 〈The Sensorites〉          | "Hidden Danger"               | 머빈 핀필드     | 피터 R. 뉴먼                    | 1964년 7월 11일  | G | 7.4  | 56 |
| 7 | 7 | 〈The Sensorites〉          | "A Race Against Death"        | 머빈 핀필드     | 피터 R. 뉴먼                    | 1964년 7월 18일  | G | 5.5  | 60 |
| 7 | 7 | 〈The Sensorites〉          | "Kidnap"                      | 프랭크 콕스     | 피터 R. 뉴먼                    | 1964년 7월 25일  | G | 6.9  | 57 |
| 7 | 7 | 〈The Sensorites〉          | "A Desperate Venture"         | 프랭크 콕스     | 피터 R. 뉴먼                    | 1964년 8월 1일   | G | 6.9  | 57 |
| 타디스를 우주선에 착륙시킨 닥터 일행은 지구에서 건너온 탐사대원을 만나 이 우주선이 '센스스피어'의 궤도를 돌고 있음을 알게 된다. 센스스피어의 주민인 센서라이트들은 우주선이 공전 궤도를 벗어나지 못하도록 붙잡고 있었다. 이어 센서라이트들은 닥터 일행에게 센스스피어로 건너와달라 요청하고, 이전에도 지구인 탐사대 때문에 골머리를 앓았다고 밝힌다. 센스스피어로 향하는 여정에서 닥터 일행은 과거 탐사대들이 단순히 센서라이트들을 괴롭힌 정도가 아니라 그들의 부를 착취했다는 사실을 알게 된다. 그러면서도 센서라이트 의회에서는 현재 센서라이트들이 죽어나가는 질병을 인간들이 치료해줄 수 있을 거라는 희망을 갖고 있었다. 닥터는 어떤 수로에 피어난 가지에 독성이 있어 센서라이트들을 죽음으로 몰고 있다는 것을 발견하고 없애 버린다. 이후 이언과 닥터는 수로에서 발견한 괴물들이 사실은 옛 탐사대원들이며 이들이 센서라이트들을 중독시키고 있단 사실을 알게 된다. 미쳐버린 사령관은 대원들을 지상으로 끌고 갔다가 센서라이트들에게 붙잡힌다. 닥터 일행도 도시로 돌아와 독살범들에게 선처를 내려달라 부탁하고, 센서라이트의 지도자 역시 동의하여 그들을 되돌려보낸다.                            |   |                             |                               |                 |                                 |                  |   |      |    |
| 8 | 8 | 〈The Reign of Terror〉     | "A Land of Fear"              | 헨리크 허쉬     | 데니스 스푸너                   | 1964년 8월 8일   | H | 6.9  | 58 |
| 8 | 8 | 〈The Reign of Terror〉     | "Guests of Madame Guillotine" | 헨리크 허쉬     | 데니스 스푸너                   | 1964년 8월 15일  | H | 6.9  | 54 |
| 8 | 8 | 〈The Reign of Terror〉     | "A Change of Identity"        | 헨리크 허쉬     | 데니스 스푸너                   | 1964년 8월 22일  | H | 6.9  | 55 |
| 8 | 8 | 〈The Reign of Terror〉     | "The Tyrant of France"†       | 헨리크 허쉬     | 데니스 스푸너                   | 1964년 8월 29일  | H | 6.4  | 53 |
| 8 | 8 | 〈The Reign of Terror〉     | "A Bargain of Necessity"†     | 헨리크 허쉬     | 데니스 스푸너                   | 1964년 9월 5일   | H | 6.9  | 53 |
| 8 | 8 | 〈The Reign of Terror〉     | "Prisoners of Conciergerie"   | 헨리크 허쉬     | 데니스 스푸너                   | 1964년 9월 12일  | H | 6.4  | 55 |
| 18세기 프랑스 파리 교외에 도착한 닥터 일행. 이언과 바버라, 수전은 체포되어 파리로 끌려가 단두대에 오를 위기에 처한다. 이언의 동료 죄수는 프랑스 정부에서 고위직으로 있던 영국 스파이가 본국으로 돌아가고 있다고 알려준다. 바버라와 수전은 구출되어 안전가옥으로 옮겨지고, 그곳에서 탈출로를 통해 프랑스를 빠져나갈 수 있다는 이야기를 듣는다. 이언은 탈옥 후 바버라와 수전을 찾기 시작한다. 파리에 도착한 닥터는 지방경찰을 사칭해 하룻밤을 감옥에서 지낸다. 이후 비버라와 수전은 체포되어 감옥으로 이송되고, 그곳에서 닥터를 만난다. 닥터는 콩시에르주리에서 영국 스파이를 만나고, 같은 곳에서 이언은 로베스피에르를 향한 음모가 일어날 장소를 알려주는 쪽지를 전달한다. 영국 스파이는 수전의 석방을 주선하고, 로베스피에르를 향한 쿠데타가 시작된다. 영국 스파이는 본국으로 돌아가기 위해 칼레로 향하고, 닥터 일행은 타디스로 무사히 되돌아온다. |   |                             |                               |                 |                                 |                  |   |      |    |

^†  소실된 에피소드

## 참고 문헌
- Lofficier, Jean-Marc (1989). 《The Doctor Who Programme Guide》 (영어). Target Books. ISBN 0-426-20342-9.
- Ainsworth, John, 편집. (2015). “100,000 BC and The Mutants (aka The Daleks)”. 《Doctor Who: The Complete History》 (영어) (London: Panini Comics, Hachette Partworks) 1 (4). ISSN 2057-6048.
- Ainsworth, John, 편집. (2016). “Inside the Spaceship, Marco Polo, The Keys of Marinus and The Aztecs”. 《Doctor Who: The Complete History》 (영어) (London: Panini Comics, Hachette Partworks) 2 (32). ISSN 2057-6048.
- Wright, Mark, 편집. (2016). “The Sensorites, The Reign of Terror and Planet of Giants”. 《Doctor Who: The Complete History》 (영어) (London: Panini Comics, Hachette Partworks) 3 (21). ISSN 2057-6048.
- Howe, David J.; Walker, Stephen James; Stammers, Mark (1994). 《The Handbook: The Unofficial and Unauthorised Guide to the Production of 'Doctor Who'》 (영어) 1 2016판. London: Telos Publishing. ISBN 978-1-845-83941-3.